# Amyst
Amyst — українсько-американський рок-гурт, створений у 2008 році у Філадельфії. Гурт випустив 4 альбоми, три з яких є демо-альбомами. 20 липня 2012 року випущено сингл гурту «Fall Asleep Under the Sky», до якого в тому ж місяці було відзнято відео. У третьому демо-альбомі гурту була записана пісня Rolling in the Deep (кавер Adele).

## Склад гурту
- Pavlo Fenik — вокал/екстрим вокал
- Vasil Fenik — екстрим вокал/бек-вокал
- Bob Ash — гітара
- Karl Germanovich — бас
- Ray Eskridge — барабани

## Дискографія

### Альбоми
- The Eastern Silhouette (2010)
- Chapters In Her Diary (2010)
- Seeker (2011)
- Feel Our Love (2012)

### Сингли
| Рік  | Назва                               |
| ---- | ----------------------------------- |
| 2011 | «Rolling In The Deep» (кавер Adele) |

### Відеокліпи
«Fall Asleep Under the Sky» (2012)